# Link-a-Pix
Link-a-Pix (auch Paint-by-Pairs, Kettenrätsel, Pict-Link, Pathpix, Number Net) ist ein japanisches Zahlenrätsel, bei dem man eine Kette von Kästchen zwischen gleichen Zahlen ausmalen muss. Die Länge der Kette zwischen zwei Zahlen muss dabei dem Zahlenwert dieser beiden Zahlen entsprechen und die Ketten dürfen sich nicht überschneiden. Durch diese ausgemalten Kästchen entsteht dann ein Bild aus schwarzen und weißen Pixeln, genau wie bei Nonogrammen.

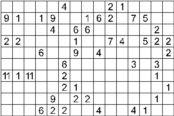
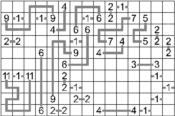
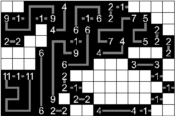

Manchmal findet man eine Variante des Rätsels, in der die Zahlen verschiedene Farben haben, mit denen auch die dazugehörigen Ketten gemalt werden  müssen. So entstehen dann nach der Lösung farbige Bilder.

## Geschichte
Im März 2002 begann Conceptis mit dem ersten Algorithmus für Link-a-Pix. Im Mai publizierte dann Gakken (ein japanischer Zeitschriften-Verlag) diese Rätsel unter dem Namen „Pict-Link“ in der Zeitschrift „My Crosswords“. Kurz danach wurden die ersten Rätsel in Farbe in dem Magazin „Gakken's Logic Paradise“ publiziert. Heute wird das Rätsel in Rätsel-Zeitschriften in über 35 Ländern der Welt veröffentlicht.